# Sierra Plana de la Borbolla
Situada en el municipio de Llanes (Asturias), en el norte de España. Desde el año 2014 está declarada como ZEC (Zona Especial de Conservación).  Las medidas de conservación se recogen en el Decreto 129/2014, de 17 de diciembre.
Es una sierra litoral con modelado kárstico intenso cuyo monte está repoblado con pinos y eucaliptos y cuenta con la presencia de turberas de alto interés.
Cinegéticamente, la ZEC se engloba dentro del Coto Regional de Caza número 087, siendo gestionado con su correspondiente plan de aprovechamiento cinegético.
Se trata de una alargada cuesta muy llana por la parte de la cima que se extiende desde el oeste al este entre los ríos Purón y Cabra y entre los pueblos llaniscos de Puertas, Riegu y Vidiago (en la parroquia de Vidiago), Buelna y Pendueles (en la parroquia de Pendueles), Tresgrandas, Santa Eulalia y El Pie de la Sierra (en la parroquia de Carranzo). A pesar de su nombre, la realidad es que el pueblo de La Borbolla está algo alejado de ella. 
Contenía varios yacimientos de turba en los que hasta épocas recientes se extraía con profusión este carbón mineral. 
El terreno es de uso ganadero y hasta hace poco tiempo servía también para abastecerse de rozu, matorrales que servían para formar la cama del ganado por parte de los ganaderos de los pueblos vecinos.
Aparte en su cima se han localizado varios yacimientos postpaleolíticos que van desde el Asturiense hasta los inicios de la Edad de bronce. También una importante necrópolis tubular formada por más de medio centenar de túmulos fechados en el tercer milenio a. C.

## Geología

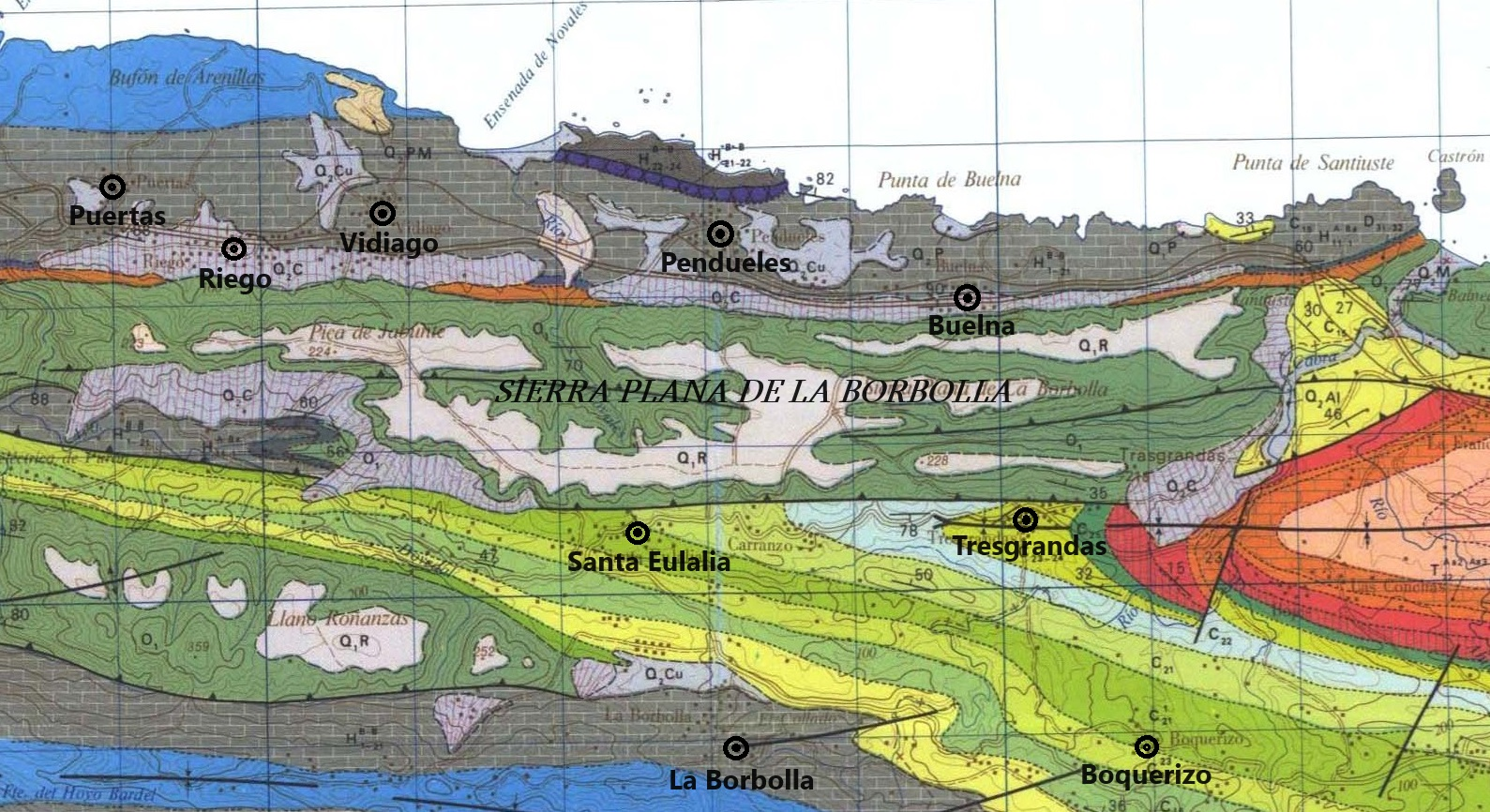
Mapa geológico de la Sierra Plana de la Borbolla

Se trata de una rasa costera que se encuentra a una elevación de 220 metros sobre el nivel del mar. Hay un nivel inferior que se encuentra a 140 m formando el escalón de la Sierra Plana de Pimiango, juntamente con la Sierra Plana de Cué. Su origen se sitúa después del Oligoceno Superior cuando tuvieron lugar los plegamientos de los materiales post-paleozóicos y rejuego de las estructuras hercínicas. Posteriormente, la zona fue sometida a la erosión marina y se formaron las superficies planas o "rasas" que fueron levantadas posteriormente. 
En el norte de la sierra aflora la cuarcita del Ordovícico (Formación Barrios), con una edad de entre 450 y 510 millones de años (Paleozoico Inferior). Hacia al sur vuelve a aflorar cerca del pico El Cerezal (252 m). El resto de los materiales son carboníferos (Paleozoico Superior) y cretácicos (Mesozoico Superior) encontrándonos cabalgamientos de las cuarcitas sobre el Cretácico a la altura de Tresgrandas y más al sur sobre los materiales carboníferos.
Estas estructuras geológicas fueron creadas durante los ciclos orogénicos del Hercínico y del Alpídico.
Los depósitos de pie de monte alcanzan una notable extensión al pie de la banda cuarcítica que constituye la Sierra Plana de la Borbolla. Son principalmente arenosos, con cantos poco rodados y a veces se encuentran bastante consolidados. Pueden ser objeto de explotación para sílice por tratarse de arenas bastante puras. Se extienden en forma de manto por una superficie de escasa pendiente y su modelado es semejante al de la cuarcita ordovícica, por lo que puede a veces confundirse con ella, ya que están siempre recubiertos por una vegetación similar.

## Red Natura 2000
En el informe de la Red Natura figuran la siguiente información ecológica:

### Hábitats de interés comunitario
- Brezales húmedos atlánticos de zonas templadas de Erica ciliaris y Erica tetralix - 177,47 hectáreas (Código Red Natura 4020).
- Brezales oromediterráneos endémicos con aliaga - 1,46 hectáreas (Cód. 4090).
- Prados pobres de siega de baja altitud (Alopecurus pratensis, Sanguisorba officinalis) - 3,84 hectáreas (Cód. RN 6510)
- Turberas de cobertura - 16,98 hectáreas (Cód. RN 7130)
- Depresiones sobre sustratos turbosos del Rhynchosporion - 16,63 hectáreas (Cód. RN 7150)
- Roquedos silíceos con vegetación pionera del Sedo-Scleranthion o del Sedo albi-Veronicion dillenii - 3,40 hectáreas (Cód. RN 8230)
- Bosques aluviales de Alnus glutinosa y Fraxinus excelsior (Alno-Padion, Alnion incanae, Salicion albae) - 0,76 hectáreas (Cód RN 91E0)

### Especies de flora

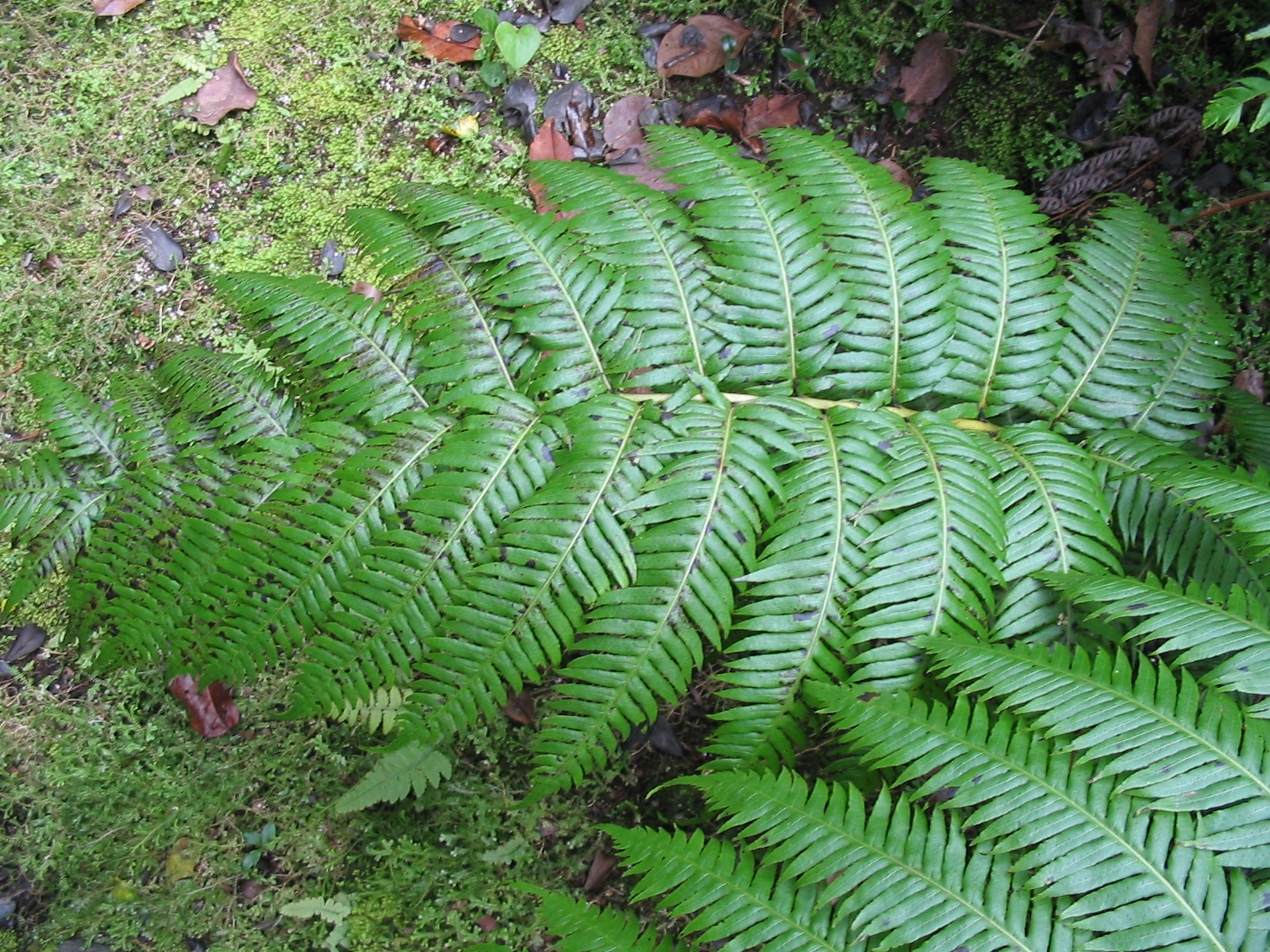
Pijara

- Helecho de los colchoneros (Culcita macrocarpa) (Cod. 1420)
- Helecho macho asturiano (Dryopteris corleyi) (Cod. 1425)
- Pijara (Woodwardia radicans) (Cod. 1426)
- Esfagno (Sphagnum pylaisii) (Cod. 1398)

### Especies de fauna

#### Invertebrados

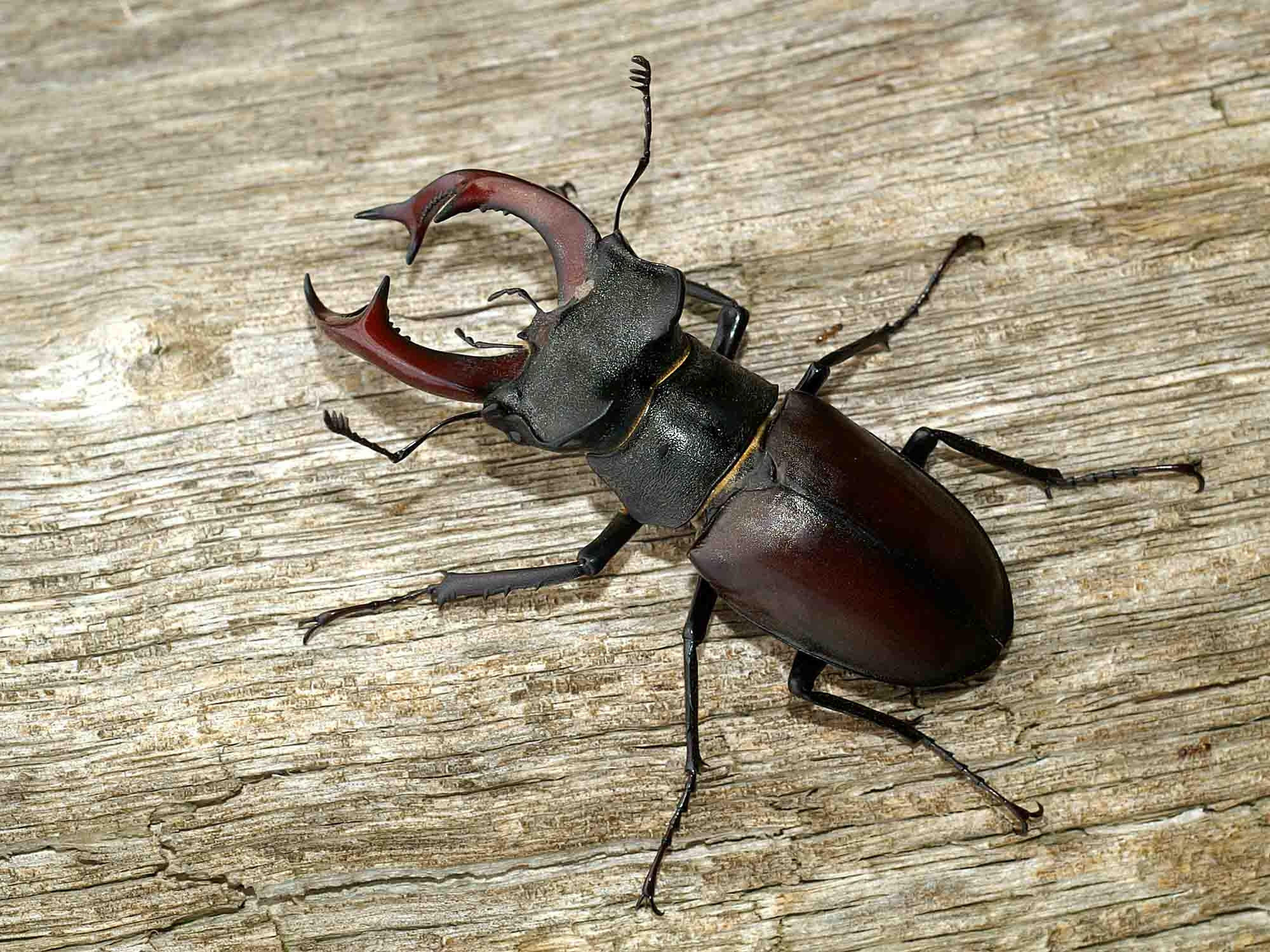
Ciervo volante

- Ciervo volante (Lucanus cervus )

#### Anfibios

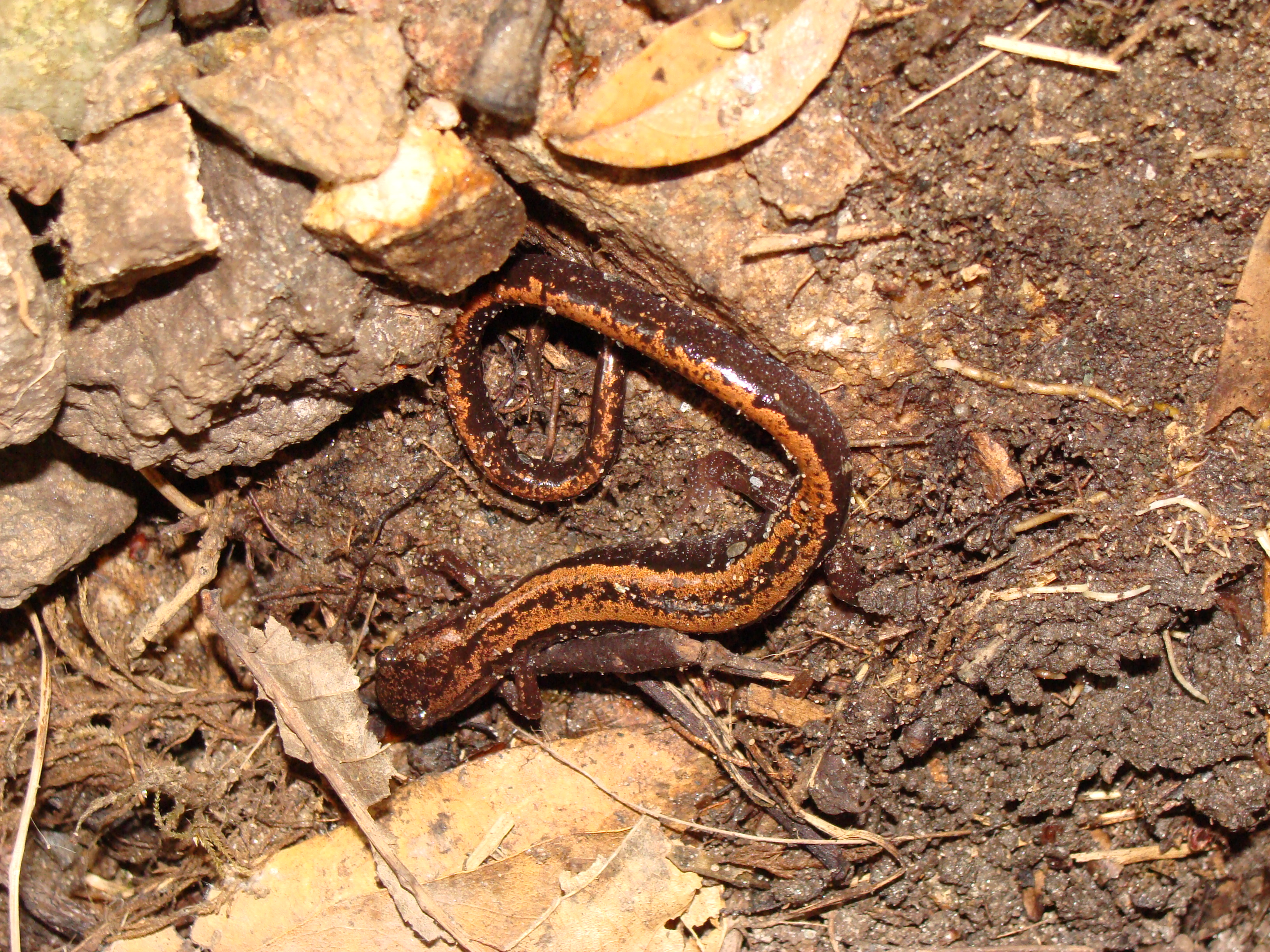
Salamandra rabilarga

- Salamandra rabilarga (Chioglossa lusitanica) (Cod. 1172)
- Sapillo pintojo ibérico (Discoglossus galganoi)

#### Reptiles
- Lagarto verdinegro (Lacerta schreiberi)

#### Aves

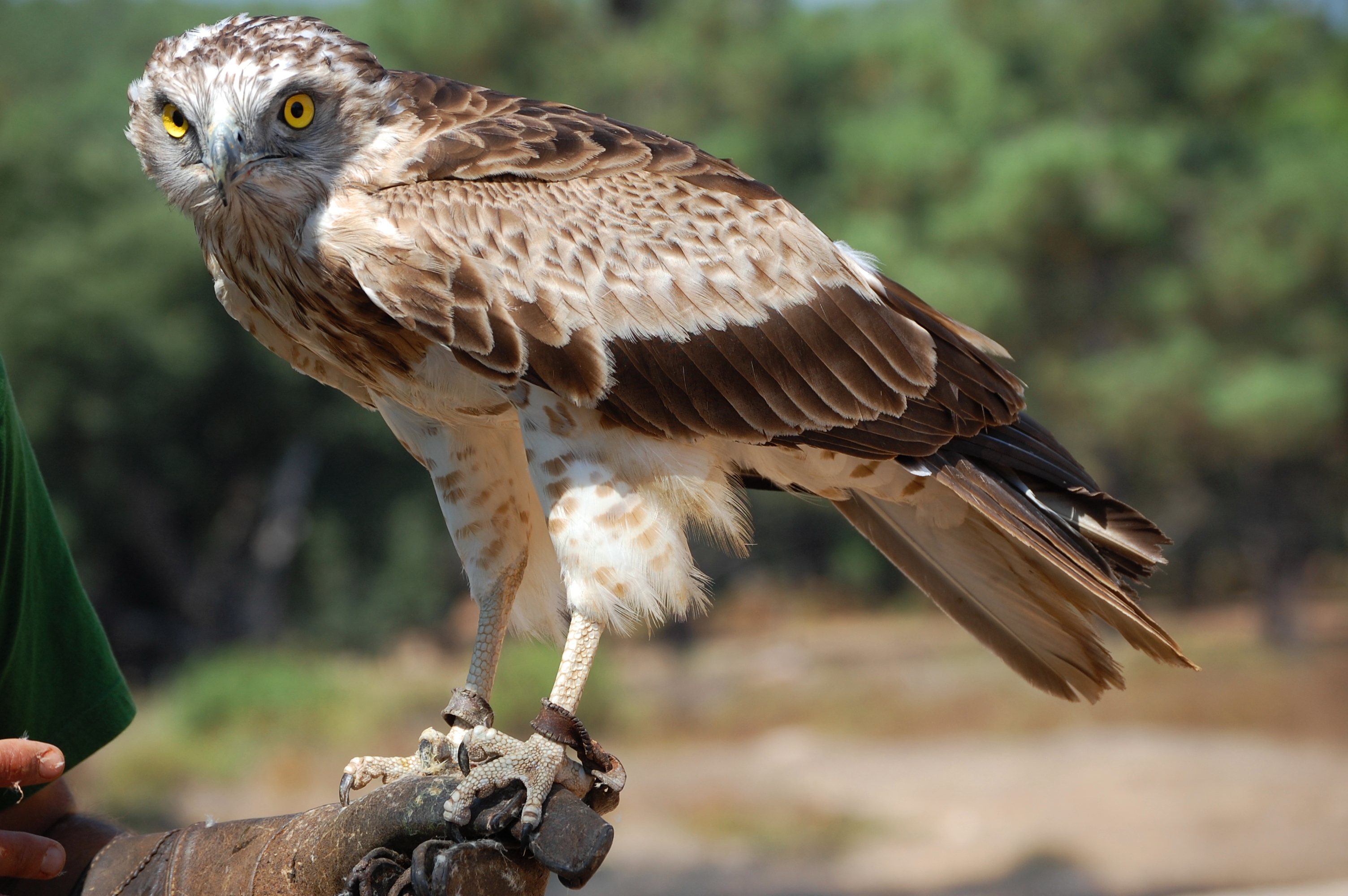
Culebrera europea

- Abejero europeo (Pernis apivorus)
- Alimoche común (Neophron percnopterus)
- Buitre leonado (Gyps fulvus)
- Culebrera europea (Circaetus gallicus)
- Aguilucho pálido (Circus cyaneus)
- Azor (Accipiter gentilis)
- Halcón peregrino (Falco peregrinus)
- Perdiz roja (Alectoris rufa)
- Codorniz (Coturnix coturnix)
- Paloma torcaz (Columba palumbus)
- Tórtola europea (Streptopelia turtur)
- Cuco común (Cuculus canorus)
- Chotacabras europeo (Caprimulgus europaeus)
- Picamaderos negro (Dryocopus martius)
- Bisbita campestre (Anthus campestris)
- Zorzal común (Turdus philomelos)
- Zorzal charlo (Turdus viscivorus)
- Curruca rabilarga (Sylvia undata)
- Alcaudón dorsirrojo (Lanius collurio)
- Urraca (Pica pica)
- Chova piquirroja (Pyrrhocorax pyrrhocorax)
- Corneja negra (Corvus corone)

#### Mamíferos

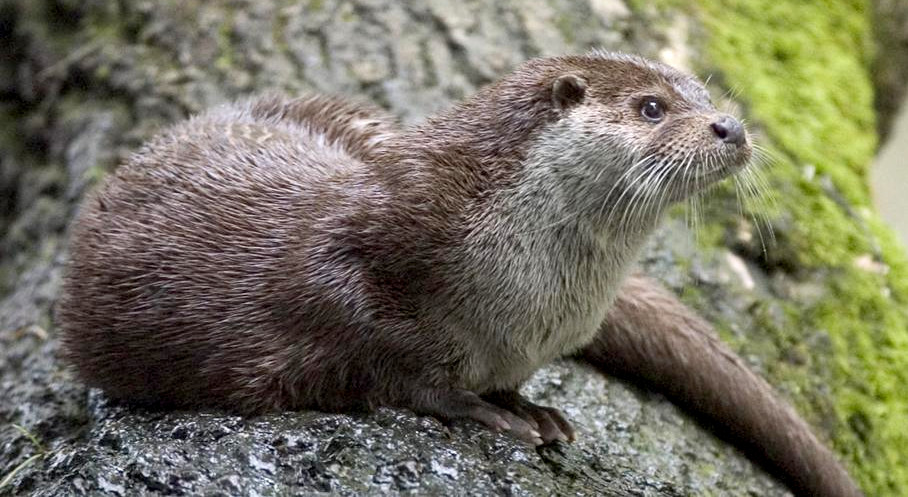
Nutria

- Nutria (Lutra lutra) (Cod. 1355).
- Corzo (Capreolus capreolus)
- Gato montés (Felis silvestris)
- Tejón común (Meles meles)
- Jabalí (Sus scrofa)